# Франсистаун
Франсистаун (на английски: Francistown) е вторият по големина град в Ботсвана, с население около 100 000 души (2011). Често е наричан „Столицата на севера“. Разположен е в източната част на страната, на територията на Североизточната ботсванска област, на около 400 километра североизточно от столицата Габороне. Франсистаун се намира при сливането на двете реки Тати и Инчве, близо до река Шаше (приток на Лимпопо) и на 90 километра от границата със Зимбабве. Край града съществуват стари и изоставени златни мини.